# Ескадрені міноносці типу «Індоміто» (1913)
Ескадрені міноносці типу «Індоміто» (італ. Classe Indomito) — серія ескадрених міноносців ВМС Італії часів Першої світової війни.

## Історія створення
Ескадрені міноносці типу «Індоміто» були розроблені фірмою «Паттісон» у 1910 році як відповідь на появу у флотах Франції та Австро-Угорщини великих есмінців зі 100-мм артилерією головного калібру.
Кораблі будувались 5-ма серіями: безпосередньо тип «Індоміто», а також «покращені» тип «Розоліно Піло», тип «Джузеппе Сірторі», тип «Джузеппе Ла Маса», тип «Дженералі».
Всі ці типи відомі під загальною назвою «тритрубники».

## Представники
| Корабель                 | Виготовлювач                                | Закладено          | Спущено              | У строю            | Доля |
| ------------------------ | ------------------------------------------- | ------------------ | -------------------- | ------------------ | --- |
| «Арденте» «Ardente»      | «Cantiere navale fratelli Orlando», Ліворно | 1912 рік           | 15 грудня 1913 року  | 1913 рік           | Зданий на злам у 1937 році                                                                                     |
| «Ардіто» «Ardito»        | «Cantiere navale fratelli Orlando», Ліворно | 1912 рік           | 20 жовтня 1913 року  | 1913 рік           | Зданий на злам у 1931 році                                                                                     |
| «Імпавідо» «Impavido»    | «Cantiere Pattison», Неаполь                | 1911 рік           | 22 березня 1913 року | 1913 рік           | Зданий на злам у 1937 році                                                                                     |
| «Інтрепідо» «Intrepido»  | «Cantiere Pattison», Неаполь                | 1 червня 1910 року | 7 серпня 1912 року   | 6 лютого 1913 року | Підірвався на міні та затонув 4 грудня 1915 року                                                               |
| «Індоміто» «Indomito»    | «Cantiere Pattison», Неаполь                | 1910 рік           | 10 березня 1912 року | 1913 рік           | Зданий на злам у 1937 році                                                                                     |
| «Імпетуозо» «Impetuoso»  | «Cantiere Pattison», Неаполь                | 1910 рік           | 23 липня 1913 року   | 1914 рік           | Потоплений підводним човном «U-17» 10 липня 1916 року                                                          |
| «Інсідіозо» «Insidioso»  | «Cantiere Pattison», Неаполь                | 1912 рік           | 30 вересня 1913 року | 1914 рік           | Захоплений німцями у 1943 році, перейменований на «ТА 21» Потоплений під час авіанальоту 5 листопада 1944 року |
| «Іррек'єто» «Irrequieto» | «Cantiere Pattison», Неаполь                | 1910 рік           | 12 грудня 1912 року  | 1913 рік           | Зданий на злам у 1937 році                                                                                     |

## Конструкція
Ескадрені міноносці типу «Індоміто» були першими в італійському флоті, на яких була встановлена парова турбіна. Її потужність становила 16 000 к.с., що завало змогу розвивати швидкість до 30 вузлів.
При вступі у стрій артилерійське озброєння складалось з однієї 102-мм гармати «102/40 Mod. 1914» та чотирьох 76-мм гармат «76/40 Mod. 1916 R.M.»
Торпедне озброєння складалось з 4 x 450-мм торпедних апаратів, розміщених попарно.
Але вже на перших кораблях під час війни озброєння було змінене. Тепер воно складалось з п'яти 102-мм гармат «102/35 Mod. 1914» та однієї 40-мм гармати Vickers Mark II.
Також за рахунок бокових цистерн запас палива збільшився зі 100 т до 128 т, а водотоннажність зросла зі 720 т до 900 т. За рахунок цього швидкість зменшилась до 27-28 вузлів.
У 1937-1938 роках 4 останні есмінці, що ще перебували у строю, були виключені зі складу флоту. 3 з них пішли на злам, але «Інсідіозо», простоявши декілька років на приколі, у березні 1941 року був знову включений до складу флоту після модернізації, під час якої з нього зняли один паровий котел та димову трубу, а також змінили озброєння. Корабель спочатку використовувався як навчальний для підготовки підводників, а потім використовувався як ескортний корабель. 